# 브랜든 마이클 홀

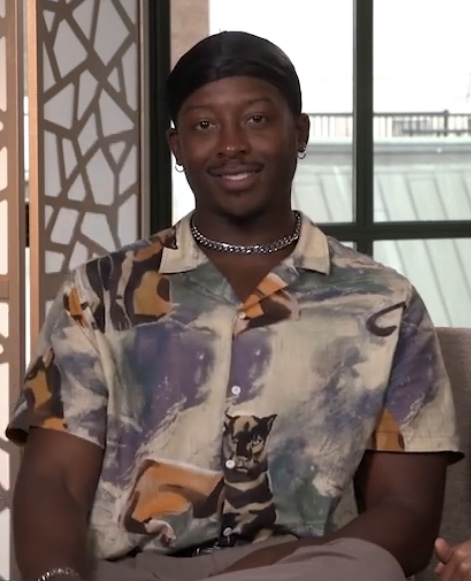

브랜든 마이클 홀(Brandon Micheal Hall, 1993년 2월 3일 ~ )은 미국의 영화배우, 텔레비전 배우이다.
앤더슨에서 태어났다.

## 영화
- 레즈 밤 (2018년)
- 킬러 노블레스 클럽 (2018년) - 도지 역